# 克里基特 (北卡羅萊納州)
克里基特（英語：Cricket）是位於美國北卡羅萊納州威爾克斯縣的普查規定居民點。

## 人口
根據2020年美國人口普查的數據，克里基特的面積為9.16平方千米，皆為陸地。當地共有人口1966人，而人口密度為每平方千米214.63人。